# Протасов Олександр Олексійович
Олександр Олексійович Протасов  (нар. 11 жовтня 1949 року) — український гідробіолог, професор (1999), доктор біологічних наук (1992), лауреат Державної премії України в галузі науки і техніки (2017), провідний науковий співробітник Інституту гідробіології НАН України.
Фахівець у галузі фундаментальної і технічної гідробіології, дослідник техноекосистем ТЕС та  АЕС. Розробляє проблеми еволюції біосфери та екосистем гідросфери, вивчає структури і процеси формування технобіогеома.

## Біографія
Олександр Протасов народився 11 жовтня 1949 р у сім'ї військовослужбовця в м. Толочин, Білорусь. У 1967 році вступив до Київського Державного університету ім. Т. Г. Шевченка, який закінчив у 1972 році, набувши кваліфікацію біолога-зоолога.
З 1974 р. по 1985 р. Олександр Протасов, працював на різних посадах в Інституті гідробіології НАН України: лаборантом, молодшим науковим співробітником, вченим секретарем Інституту.
З 1985 по 1992 рік  він обіймав посаду завідувача лабораторії гідробіології охолоджувачів ТЕС і АЕС, а потім завідувача відділу гідробіології водойм-охолоджувачів ТЕС і АЕС – з 1992 по 1996 р.
З 1996 року провідний науковий співробітник відділу екологічної гідрології та технічної гідробіології Інституту гідробіології НАН України.

## Наукова робота
Олександр Протасов розпочав свій науковий шлях в Інституті гідробіології НАН України у відділі санітарної гідробіології, яким керував український вчений гідробіолог, академік НАН України О. В. Топачевський.
Олександр Протасов працював у групі зоологів відділу над дослідженням динаміки угруповань зооперифітону, в умовах впливу підігрітих скидних вод теплових електростанцій, зокрема, Трипільскої ТЕС. Підготував і захистив кандидатську дисертацію (1979) під керівництвом О. Г. Кафтаннікової. Брав участь у комплексних екосистемних дослідженнях водойм-охолоджувачів ТЕС України, метою яких було встановлення впливу скиду підігрітих вод ТЕС і прогнозування гідробіологічного режиму водойм-охолоджувачів. За результатами робіт було сформульовано рекомендації щодо запобігання біологічних перешкод у роботі систем водопостачання ТЕС.
З 1978 р. почалися дослідження на водоймі-охолоджувачі першої в Україні Чорнобильської атомної електростанції (ЧАЕС). Комплексні дослідження на водоймі-охолоджувачі ЧАЕС проводились у співпраці з радіоекологами інституту. У дослідженнях перифітону і літорального бентосу, якими він керував, були широко застосовані водолазні методи дослідження. Запровадження прямих підводних спостережень дозволило провести кількісні оцінки розповсюдження угрупувань перифітону в градієнті температури від місця скидання підігрітих вод до підвідного каналу ЧАЕС, а також вперше зробити якісний опис розподілу організмів і угрупувань перифітону і бентосу, проводити екологічні експерименти in situ.
Фундаментальні дослідження перифітону, проведені ним з 1970-х років, лягли в основу докторської дисертації, яку він захистив у 1992 році. Матеріал дисертації увійшов до фундаментальної монографії «Пресноводный перифитон» (1994) в якій було доведено, що перифітон є особливою екологотопічною групою гідробіонтів, має великий арсенал специфічних методів дослідження та аналізу.
З метою розробки і впровадження методів усунення біологічних перешкод, в тому числі викликаних розвитком організмів перифітону — обростання, у водопостачанні ТЕС і АЕС під керівництвом Олександра Протасова проведено роботи на Хмельницькій, Запорізькій, Південноукраїнській АЕС, а також на потужних ТЕС України, зокрема, Криворізькій, Ладижинській. Ці роботи дозволили розробити гідробіологічну класифікацію біологічних перешкод в експлуатації енергетичних станцій. Розроблено принципи гідробіологічного моніторингу водних техноекосистем енергетичних станцій.
Під його керівництвом з українського боку проводилась наукова білатеральна співпраця з науковцями Інституту рибного господарства Польщі (м. Ольштин) на Конінських озерах, які є  включеними до охолоджувальної системи двох теплових електростанцій. Використання водолазних методів дослідження дозволило виявити нові особливості структури донних угрупувань Конінських озер, зареєструвати важливі інвазивні види гідробіонтів.
Завдяки плідній скоординованій співпраці з фахівцями інших галузей науки –  з Інституту гідромеханіки НАН України, Українського Гідрометеорологічного інституту, Київського Національного Університету імені Тараса Шевченка було розроблено принципи керованого впливу на процеси формування якості води і зниження біологічних перешкод інженерно-гідробіологічними методами. За цикл робіт «Розробка наукових засад оцінки, прогнозування та оптимізації стану водних екосистем в умовах змін навколишнього середовища»  колективу науковців, до складу якого входив Олександр Протасов, була присуджена Державна премія в галузі науки і техніки (2017 р).

## Науковий доробок
Протасовим О. О. запропоновано концепцію техноекологічної системи, що включає технічні об'єкти, промислові підприємства тощо і різні за своєю структурою гідроекосистеми. Обґрунтовано і розроблено принципи гармонізації взаємозв'язків техносфери і гідросфери як однієї з найважливіших частин біосфери.
У наукових працях О. О. Протасова показано, що водойми-охолоджувачі ТЕС і АЕС є унікальними полігонами для дослідження наслідків кліматичних змін, результатів глобального потепління, що, зокрема, дає змогу запропонувати гіпотезу про ключову роль термічного чинника у інвазивному процесі.
На підставі багаторічних досліджень запропоновано принципи організації системи гідробіологічного моніторингу водних техноекосистем АЕС, що має велике значення для екологічної безпеки об'єктів енергетики.
Професор Олександр Протасов готує наукові кадри. Під його керівництвом захищено 7 кандидатських  дисертацій, зокрема, Афанасьев С. О., Синіцина О. О., Шарапова Т. А., Нестеренко Г. В. , Силаєва А. А. і 1 докторська дисертація- Варігін О. Ю.
Звання професора йому присвоєне у 1996 році.
Автор 500 наукових праць, 14 монографій.

### Вибрані публікації
Монографії:
- Протасов А. А., Сергеева О. А., Кошелева С. И. и др. Гидробиология водоемов-охладителей тепловых и атомных электростанций Украины. — Киев: Наук. думка, 1991. — 192 с.
- Протасов А. А. Пресноводный перифитон. — Киев: Наук. думка, 1994. — 307с.
- Протасов А. А. Биоразнообразие и его оценка. Концептуальная диверсикология. Киев: Институт гидробиологии НАНУ. –2002. — 105 с.
- Алимов А. Ф., Богуцкая Н. Г., Орлова М. И., Протасов А. А. и др. Биологические инвазии в водных и наземных экосистемах /Ред. Алимов А. Ф., Богуцкая Н. Г.. М.-СПб.: Товарищество научных изданий КМК. 2004. 436 с.
- Протасов А. А. Жизнь в гидросфере. Очерки по общей гидробиологии. Киев: Академпериодика, 2011. — 704 с.
- Техно-экосистема АЭС. Гидробиология, абиотические факторы, экологические оценки / Под ред. А. А. Протасова. — Киев: Ин-т гидробиологии НАН Украины, 2011. — 234 с.
- Протасов А. А., Силаева А. А. Контурные группировки гидробионтов в техно-экосистемах ТЭС и АЭС / Институт гидробиологии НАН Украины. — Киев, 2012. — 274 с.
- Протасов О. О. Біогеоміка. Екосистеми світу у структурі біосфери. К.: Академперіодика. 2017. З82 с.
- Стан водних об'єктів урбанізованих територій. Водойми острова Галерний / С. С. Дубняк, О. О. Протасов, В. А. Жежеря, С. В. Батог, А. А. Силаєва, Ю. О. Голубєв, Т. М. Дьяченко, Л. В. Гулейкова, Т. М. Новосьолова, Н. О. Іванова, Н. С. Вандюк, І. О. Морозовська, Л. І. Багнюк. Київ: Ін-т гідробіології НАН України, 2024. 147 c.

Статті:
- Protasov A. A., Uzunov Y. I. Conceptual Provisions Regarding Ecosystem Services of Large Plain Reservoirs by Example of the Dnieper River Cascade, Ukraine//Hydrobiological Journal. 2021. V.57.Is.5p.3-18.

- Protasov A.А., Uzunov Y. I., Sylaieva A. A., Gromova Yu. F., Morozovska I. A., Novosyolova T.M. Ecological Continuum: Fundamental Concepts and Use in Applied Hydrobiology// Hydrobiological Journal. Volume 58, Issue 5, 2022, pp. 3-15
- Protasov, A.; Barinova, S. The Evolutionary System of the Biosphere and the Metameric Concept of Its Evolution: From the Past to the Future. Encyclopedia 2024, 4.
- Протасов. О. О., Левіт Г. С. Академік Володимир Вернадський: минуле, сучасне, майбутнє. До 160-річчя від дня народження// Вісник НАН України. 2023, № 3. 9-29
- Levit G.S., Protasov A. A. , 2023 Living Matter: A Key Concept in Vladimir Vernadsky's Biogeochemistry. //Forum Interdisziplinäre Begriffsgeschichte. 1(12):р. 9:22.
- Levit G.S., Protasov A.A. Vladimir Vernadsky's «Copernican Turn». Ann. Hist. Phil. Biol. , 2023,  27: 43-70.

## Нагороди
- Лауреат Державної премії України в галузі науки і техніки (2017)[5]
- Премія академій наук України, Молдови, Білорусі (2014),
- Почесна медаль імені Г. Г. Вінберга (2009),
- Відзнака НАН України «За підготовку наукової зміни» (2024).

## Творчий доробок
Професор Олександр Протасов поєднує наукову роботу з діяльністю художника та літератора. Він є учасником понад 10 художніх виставок, літературні твори друкуються у електронному виданні "Бібліотека «Хрещатик».